# Малонил-КоА
Малонилкофермент А, сокращённо — малонил-КоА (лат. Malonyl-CoA) — трёхуглеродный продукт карбоксилирования ацетил-КоА карбоксилаза в цитозоле.

## Физические свойства
В митохондриях является промежуточным звеном в процессе синтеза митохондриальных жирных кислот.
Считается реактивным тиоэфирным метаболитом, который может изменять и ингибировать активность гликолитических ферментов.

## Получение

### Цитозоль
Является основным методом образования малонил-КоА. Образуется путём карбоксилирования ацетил-КоА с использованием высокорегулируемого фермента ацетил-КоА-карбоксилазы 1 (сокращённо — ACC1). Одна молекула ацетил-КоА соединяется с молекулой бикарбоната, при этом требуется энергия, получаемая из АТФ.